# Hiszpania na Zimowych Igrzyskach Olimpijskich 2006
Hiszpanię na Zimowych Igrzyskach Olimpijskich 2006 reprezentowało 16 zawodników. Wystartowali oni w narciarstwie alpejskim, biegach narciarskich, narciarstwie dowolnym, biathlonie i snowboardzie.
Był to siedemnasty start Hiszpanii na zimowych igrzyskach olimpijskich.

## Wyniki reprezentantów Hiszpanii

### Narciarstwo alpejskie
Kobiety
- Andrea Casasnovas

zjazd - 38. miejsce
kombinacja - DNS
- Leyre Morlans

zjazd - DNF
supergigant - 49. miejsce
- María José Rienda

supergigant - DNF
slalom gigant - 13. miejsce
- Carolina Ruiz Castillo

zjazd - 30. miejsce
supergigant - 30. miejsce
slalom gigant - 20. miejsce
kombinacja - 25. miejsce

### Biathlon
Mężczyźni
- Luis Alberto Hernando

sprint - 83. miejsce
bieg indywidualny - 80. miejsce

### Biegi narciarskie
Mężczyźni
- Diego Ruiz Asín

15km. stylem klasycznym - 46. miejsce
30km. stylem łączonym - 54. miejsce
50km. stylem dowolnym - 23. miejsce
- Juan Jesús Gutiérrez

50km. stylem dowolnym - 22. miejsce
- Vicente Vilarrubla

15km. stylem klasycznym - 65. miejsce
30km. stylem łaczonym - 31. miejsce
50km. stylem dowolnym - 42. miejsce
Kobiety
- Laia Aubert Torrents

10km. stylem klasycznym - 64. miejsce
15km. stylem łączonym - 61. miejsce
- Laura Orgué

10km. stylem klasycznym - 63. miejsce
15km. stylem łączonym - 63. miejsce

### Narciarstwo dowolne
Mężczyźni
- Nuria Montane

jazda po muldach - 29. miejsce

### Snowboard
Kobiety
- Queralt Castellet

halfpipe - 26. miejsce
- Clara Villoslada

halfpipe - 30. miejsce
Mężczyźni
- Iker Fernandez

halfpipe - 28. miejsce
- Jordi Font

cross - 4. miejsce
- Ibon Idigoras

cross - 34. miejsce